# Баутінський сільський округ
Бау́тінський сільський округ (каз. Баутин ауылдық округі, рос. Баутинский сельский округ) — адміністративна одиниця у складі Тупкараганського району Мангистауської області Казахстану. Адміністративний центр та єдиний населений пункт — село Баутіно.
Населення — 3903 особи (2021; 4344 у 2009, 3737 у 1999, 4462 у 1989).
Станом на 1989 рік існувала Баутінська селищна рада (смт Баутіно), з 1993 року — Баутінська селищна адміністрація (селище Баутіно), з 2013 року — Баутінський сільський округ.